# 隼エージェンシー
有限会社隼エージェンシー（はやぶさエージェンシー）は、かつて存在した日本のアダルトビデオメーカー。

## 概要
作品はDVDパッケージでの販売の他、BURN-OUT.TVと言うストリーミング配信やダウンロードサイトで見る事ができた。また、BURN-OUT.TVではDVD Toasterを導入し、PCでDVD-Videoが焼けるサービスをしていた。
2010年9月まで、グレイズTVで、新作をリリースしていた。